# David Hürten
David Hürten (Colonia, 3 agosto 1995) è un attore tedesco, conosciuto per aver interpretato il ruolo di Frank nei film La banda dei coccodrilli, La banda dei coccodrilli indaga e La banda dei coccodrilli - Tutti per uno.

## Filmografia

### Cinema
- La banda dei coccodrilli (Vorstadtkrokodile), regia di Christian Ditter (2009)
- La banda dei coccodrilli indaga (Vorstadtkrokodile 2), regia di Christian Ditter (2010)
- La banda dei coccodrilli - Tutti per uno (Vorstadtkrokodile 3), regia di Wolfgang Groos (2011)
- I fratelli neri (Die schwarzen Brüder), regia di Xavier Koller (2013)
- Be My Baby, regia di Christina Schiewe (2014)

### Televisione
- Last Cop - L'ultimo sbirro (Der letzte Bulle) – serie TV, episodi 3x13-5x07 (2012-2014)
- Nichts mehr wie vorher, regia di Oliver Dommenget – film TV (2013)
- Tatort – serie TV, episodio 886 (2013)
- Il commissario Heldt (Heldt) – serie TV, episodio 2x02 (2013)
- Squadra speciale Lipsia (SOKO Leipzig) – serie TV, episodio 19x07 (2014)